# Hamburger

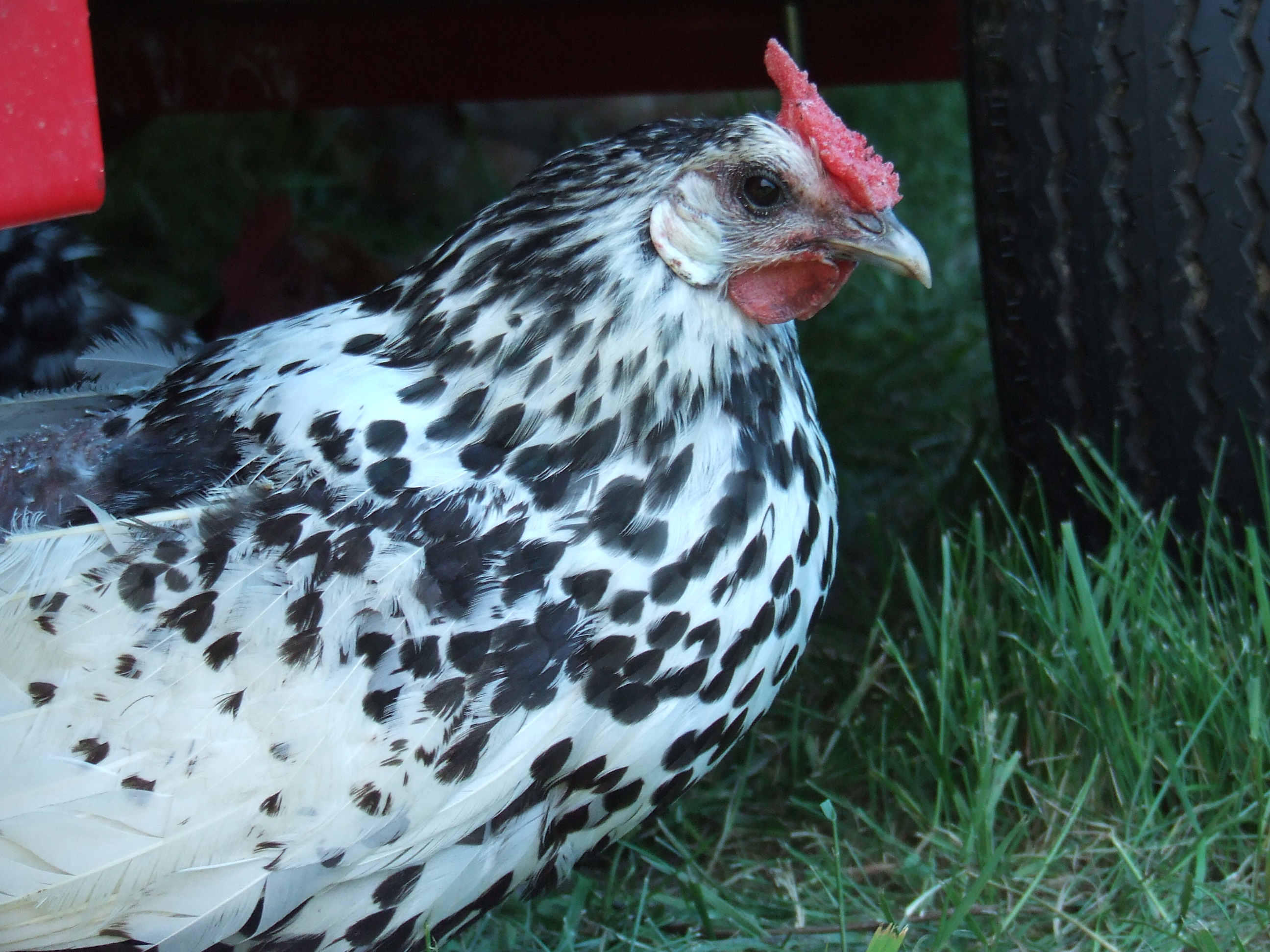
Hamburger, höna.

Hamburger är en lätt hönsras som anses vara en av de äldsta hönsraserna. Dess ursprung är oklart och olika källor hävdar såväl Storbritannien, Holland som Tyskland som tänkbara ursprungsland. 
En dvärgvariant framavlades i Storbritannien under 1700-talet och rasen finns även i en så kallad hönstjärtad variant.
Hamburger är en livlig ras med slank kropp och elegant hållning. En höna av stor ras väger 1,5-2 kilogram och en tupp väger 2-2,5 kilogram. För dvärgvarianten är vikten för en höna cirka 650 gram och för en tupp 750 gram. Äggen är vita och förhållandevis små. En stor höna värper ägg som väger ungefär 50 gram och dvärgvariantens ägg väger ungefär 40 gram.
Hönorna är produktiva värpare, rasens värpegenskaper anses vara mycket bra, men ruvlusten är svag. Som ekonomisk produktionsras har hamburger mist sin betydelse till förmån för andra raser som värper större ägg.

## Färger
- Blå
- Gul
- Guld/vitstrimmig
- Guldfläckig
- Guldstrimmig
- Gökfärgad
- RIR (röd-svartstjärtad)
- Silverfläckig
- Silverstrimmig
- Svart
- Vit